# Deceangli

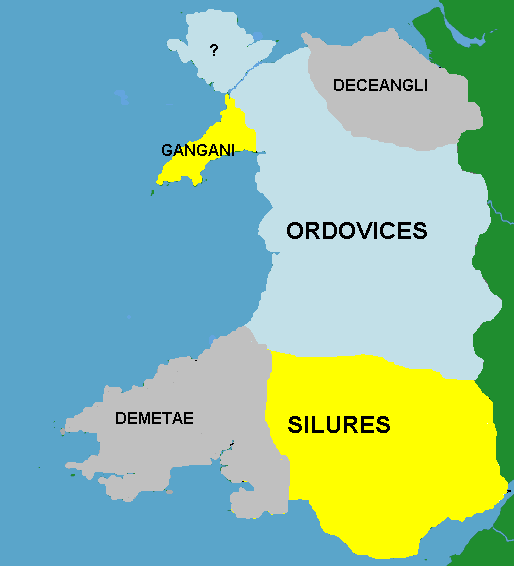
Peuples de l'actuel pays de Galles à l'époque de l'invasion romaine (limites territoriales approximatives).

Les Deceangli ou Deceangi étaient un peuple celte brittonique de l'île de Bretagne avant l'invasion romaine.
Si l'étendue de leur territoire n'est pas connue avec exactitude, on sait qu'il recouvrait au moins les comtés actuels du Flintshire et du Denbighshire au nord-est du pays de Galles actuel, et devait s'étendre plus à l'ouest. Ils avaient pour voisins les Ordovices et les Cornovii
Les Deceangli furent attaqués par les armées romaines du légat Publius Ostorius Scapula vers l'an 48. Ils se soumirent sans grande résistance, alors que les Silures et les Ordovices furent en constante rébellion[réf. nécessaire]. On ne connait pas de ville romaine dans leur territoire, mais le fort de Canovium (en) (Caerhun) devait en faire partie. 
Le nom « Deceangli » s'est probablement conservé dans le nom gallois de « Tegeingl », le cantref (« 100 hameaux », une division territoriale galloise) qui couvrait la majeure partie du Flintshire moderne.